# Korean Air Jumbos Volleyball Club 2023-2024
Questa voce raccoglie le informazioni riguardanti il Korean Air Jumbos Volleyball Club nelle competizioni ufficiali della stagione 2023-2024.

## Stagione
I Korean Air Jumbos partecipano per la ventesima volta alla V-League, classificandosi al primo posto in regular season e andando poi a vincere il quinto titolo nazionale della propria storia, sconfiggendo gli OK Okman nella finale dei play-off scudetto.
In Coppa KOVO si spingono fino alle semifinali, dove vengono estromessi dal torneo dai Samsung Bluefangs. 

## Organigramma societario
Area direttiva
- Presidente: Gwon Hyeok-sam

Area tecnica
- Allenatore: Tommi Tiilikainen
- Assistente allenatore: Blair Bann, Choi Bu-sik, Jang Kwang-hyun

## Rosa
| N° | Nome             | Ruolo | Data di nascita  | Nazionalità sportiva |
| -- | ---------------- | ----- | ---------------- | -------------------- |
| 1  | Kim Kyu-min      | C     | 28 dicembre 1990 | Corea del Sud        |
| 2  | Han Sun-soo      | P     | 16 dicembre 1985 | Corea del Sud        |
| 3  | Jeong Jin-hyek   | P     | 21 luglio 2000   | Corea del Sud        |
| 4  | Song Min-geun    | L     | 6 gennaio 2000   | Corea del Sud        |
| 5  | You Kwang-woo    | P     | 22 aprile 1985   | Corea del Sud        |
| 6  | Lee Soo-hwang    | C     | 13 agosto 1990   | Corea del Sud        |
| 7  | Lee Jun          | S     | 30 luglio 1999   | Corea del Sud        |
| 8  | Jin Ji-wee       | C     | 18 aprile 1993   | Corea del Sud        |
| 9  | Kwak Seung-suk   | S     | 23 marzo 1988    | Corea del Sud        |
| 10 | Jung Ji-seok     | S     | 10 marzo 1995    | Corea del Sud        |
| 11 | Murad Khan       | O     | 2 marzo 2000     | Pakistan             |
| 12 | Jo Jae-young     | C     | 21 agosto 1991   | Corea del Sud        |
| 14 | Oh Eun-ryeol     | L     | 20 agosto 1997   | Corea del Sud        |
| 15 | Marck Espejo     | S     | 1º marzo 1997    | Filippine            |
| 16 | Jeong Han-yong   | S     | 31 luglio 2001   | Corea del Sud        |
| 17 | Im Dong-hyeok    | O     | 9 marzo 1999     | Corea del Sud        |
| 18 | Lincoln Williams | O     | 6 ottobre 1993   | Australia            |
| 19 | Jin Seong-tae    | C     | 3 febbraio 1993  | Corea del Sud        |
| 20 | Jung Sung-min    | L     | 29 aprile 1988   | Corea del Sud        |
| 21 | Kang Seung-il    | L     | 31 marzo 2005    | Corea del Sud        |
| 22 | Kim Jun-ho       | O     | 4 ottobre 2002   | Corea del Sud        |
| 23 | Kim Min-jae      | C     | 4 aprile 2003    | Corea del Sud        |
| 17 | Maksim Žigalov   | O     | 26 luglio 1989   | Russia               |
| 40 | Kim Hyeong-jin   | P     | 10 marzo 1995    | Corea del Sud        |

## Mercato
| Acquisti                               | Acquisti       | Acquisti   | Acquisti   |
| R.                                     | Nome           | da         | Modalità   |
| -------------------------------------- | -------------- | ---------- | ---------- |
| P                                      | Kim Hyeong-jin | Sangmu     | definitivo |
| S                                      | Marck Espejo   | Cignal HD  | definitivo |
| Trasferimenti nel corso della stagione |                |            |            |
| O                                      | Murad Khan     | Neftohimik | definitivo |
| O                                      | Maksim Žigalov | Police     | definitivo |

| Cessioni                               | Cessioni         | Cessioni          | Cessioni   |
| R.                                     | Nome             | a                 | Modalità   |
| -------------------------------------- | ---------------- | ----------------- | ---------- |
| S                                      | Lim Jae-Young    | Sangmu            | definitivo |
| C                                      | Cheon Jong-beom  | -                 | ritirato   |
| L                                      | Park Ji-hoon     | -                 | ritirato   |
| S                                      | Son Hyun-jong    | Samsung Bluefangs | definitivo |
| Trasferimenti nel corso della stagione |                  |                   |            |
| O                                      | Murad Khan       | -                 | svincolato |
| O                                      | Lincoln Williams | -                 | svincolato |

## Risultati

### V-League

#### Regular season

##### Round 1
| 14 ottobre 2023 Gyeyang Gymnasium, Incheon | Korean Air Jumbos | 3 - 0 | Hyundai Skywalkers | 27-25, 25-22, 25-23               |
| 19 ottobre 2023 Chungmu Gymnasium, Daejeon | Samsung Bluefangs | 3 - 2 | Korean Air Jumbos  | 25-22, 27-25, 16-25, 23-25, 15-13 |
| 25 ottobre 2023 Jangchung Arena, Seul      | Woori WON         | 3 - 2 | Korean Air Jumbos  | 13-25, 32-34, 32-30, 25-18, 17-15 |
| 28 ottobre 2023 Gyeyang Gymnasium, Incheon | Korean Air Jumbos | 3 - 2 | KB Stars           | 25-23, 23-25, 25-20, 21-25, 15-10 |
| 2 novembre 2023 Suwon Gymnasium, Suwon     | KEPCO Vixtorm     | 0 - 3 | Korean Air Jumbos  | 22-25, 22-25, 19-25               |
| 7 novembre 2023 Gyeyang Gymnasium, Incheon | Korean Air Jumbos | 3 - 0 | OK Okman           | 25-20, 26-24, 25-15               |

##### Round 2
| 11 novembre 2023 Uijeongbu Gymnasium, Uijeongbu | KB Stars           | 1 - 3 | Korean Air Jumbos | 18-25, 16-25, 25-18, 20-25  |
| 15 novembre 2023 Gyeyang Gymnasium, Incheon     | Korean Air Jumbos  | 3 - 0 | Samsung Bluefangs | 25-20, 25-19, 25-22         |
| 18 novembre 2023 Gyeyang Gymnasium, Incheon     | Korean Air Jumbos  | 1 - 3 | KEPCO Vixtorm     | 22-25, 25-22, 14-25, 28-30, |
| 22 novembre 2023 Sangnoksu Gymnasium, Ansan     | OK Okman           | 0 - 3 | Korean Air Jumbos | 20-25, 17-25, 18-25         |
| 25 novembre 2023 Ryu Gwansun Gymnasium, Cheonan | Hyundai Skywalkers | 0 - 3 | Korean Air Jumbos | 21-25, 16-25, 23-25         |
| 30 novembre 2023 Gyeyang Gymnasium, Incheon     | Korean Air Jumbos  | 0 - 3 | Woori WON         | 19-25, 23-25, 24-26         |

##### Round 3
| 7 dicembre 2023 Jangchung Arena, Seul       | Woori WON         | 3 - 1 | Korean Air Jumbos  | 24-26, 25-23, 25-23, 25-22  |
| 10 dicembre 2023 Gyeyang Gymnasium, Incheon | Korean Air Jumbos | 1 - 3 | KB Stars           | 25-23, 29-31, 22-25, 22-25  |
| 13 dicembre 2023 Suwon Gymnasium, Suwon     | KEPCO Vixtorm     | 1 - 3 | Korean Air Jumbos  | 25-16, 23-25, 14-25, 23-25, |
| 17 dicembre 2023 Gyeyang Gymnasium, Incheon | Korean Air Jumbos | 3 - 0 | Hyundai Skywalkers | 26-24, 25-17, 25-16         |
| 22 dicembre 2023 Chungmu Gymnasium, Daejeon | Samsung Bluefangs | 3 - 1 | Korean Air Jumbos  | 26-28, 25-21, 25-23, 27-25  |
| 25 dicembre 2023 Gyeyang Gymnasium, Incheon | Korean Air Jumbos | 3 - 0 | OK Okman           | 28-26, 25-18, 25-22         |

##### Round 4
| 29 dicembre 2023 Sangnoksu Gymnasium, Ansan    | OK Okman           | 3 - 0 | Korean Air Jumbos | 25-21, 26-24, 25-18               |
| 1º gennaio 2024 Gyeyang Gymnasium, Incheon     | Korean Air Jumbos  | 2 - 3 | KEPCO Vixtorm     | 25-20, 23-25, 22-25, 25-23, 13-15 |
| 5 gennaio 2024 Gyeyang Gymnasium, Incheon      | Korean Air Jumbos  | 3 - 0 | Woori WON         | 25-22, 25-14, 25-16               |
| 9 gennaio 2024 Uijeongbu Gymnasium, Uijeongbu  | KB Stars           | 3 - 1 | Korean Air Jumbos | 25-14, 29-27, 14-25, 25-22        |
| 12 gennaio 2024 Ryu Gwansun Gymnasium, Cheonan | Hyundai Skywalkers | 2 - 3 | Korean Air Jumbos | 25-19, 22-25, 21-25, 42-40, 11-15 |
| 16 gennaio 2024 Gyeyang Gymnasium, Incheon     | Korean Air Jumbos  | 3 - 0 | Samsung Bluefangs | 25-23, 25-20, 25-22               |

##### Round 5
| 30 gennaio 2024 Gyeyang Gymnasium, Incheon  | Korean Air Jumbos | 2 - 3 | Hyundai Skywalkers | 21-25, 18-25, 25-21, 28-26, 12-15 |
| 3 febbraio 2024 Chungmu Gymnasium, Daejeon  | Samsung Bluefangs | 1 - 3 | Korean Air Jumbos  | 26-24, 22-25, 29-31, 24-26        |
| 7 febbraio 2024 Gyeyang Gymnasium, Incheon  | Korean Air Jumbos | 3 - 1 | KB Stars           | 31-29, 23-25, 25-23, 25-19        |
| 11 febbraio 2024 Suwon Gymnasium, Suwon     | KEPCO Vixtorm     | 0 - 3 | Korean Air Jumbos  | 16-25, 19-25, 17-25               |
| 14 febbraio 2024 Gyeyang Gymnasium, Incheon | Korean Air Jumbos | 3 - 1 | OK Okman           | 25-18, 25-13, 21-25, 25-23        |
| 17 febbraio 2024 Jangchung Arena, Seul      | Woori WON         | 2 - 3 | Korean Air Jumbos  | 28-26, 25-23, 19-25, 17-25, 12-15 |

##### Round 6
| 23 febbraio 2024 Gyeyang Gymnasium, Incheon  | Korean Air Jumbos  | 3 - 1 | Samsung Bluefangs | 23-25, 26-24, 25-20, 25-18        |
| 27 febbraio 2024 Gyeyang Gymnasium, Incheon  | Korean Air Jumbos  | 3 - 0 | KEPCO Vixtorm     | 26-24, 25-22, 29-27               |
| 1º marzo 2024 Ryu Gwansun Gymnasium, Cheonan | Hyundai Skywalkers | 1 - 3 | Korean Air Jumbos | 25-21, 23-25, 23-25, 15-25        |
| 6 marzo 2024 Gyeyang Gymnasium, Incheon      | Korean Air Jumbos  | 0 - 3 | Woori WON         | 21-25, 25-27, 23-25               |
| 10 marzo 2024 Sangnoksu Gymnasium, Ansan     | OK Okman           | 3 - 2 | Korean Air Jumbos | 25-21, 20-25, 25-20, 22-25, 15-12 |
| 14 marzo 2024 Uijeongbu Gymnasium, Uijeongbu | KB Stars           | 0 - 3 | Korean Air Jumbos | 23-25, 13-25, 21-25               |

#### Play-off
| Finale (gara 1) - 29 marzo 2024 Gyeyang Gymnasium, Incheon | Korean Air Jumbos | 3 - 1 | OK Okman          | 22-25, 25-22, 25-20, 25-18        |
| Finale (gara 2) - 31 marzo 2024 Gyeyang Gymnasium, Incheon | Korean Air Jumbos | 3 - 0 | OK Okman          | 25-21, 25-21, 29-27               |
| Finale (gara 3) - 2 aprile 2024 Sangnoksu Gymnasium, Ansan | OK Okman          | 2 - 3 | Korean Air Jumbos | 25-27, 25-16, 25-21, 20-25, 13-15 |

### Coppa KOVO

#### Fase a gironi
| Fase a gironi (1ª giornata) - 6 agosto 2023 Park Chung Hee Gymnasium, Gumi  | Korean Air Jumbos | 3 - 0 | Woori WON         | 25-21, 25-21, 25-19              |
| Fase a gironi (2ª giornata) - 8 agosto 2023 Park Chung Hee Gymnasium, Gumi  | OK Okman          | 2 - 3 | Korean Air Jumbos | 21-25, 25-21, 26-24, 21-25, 9-15 |
| Fase a gironi (3ª giornata) - 10 agosto 2023 Park Chung Hee Gymnasium, Gumi | Korean Air Jumbos | 3 - 1 | KB Stars          | 17-25, 25-21, 25-18, 25-21       |

#### Fase a eliminazione diretta
| Semifinali - 12 agosto 2023 Park Chung Hee Gymnasium, Gumi | Korean Air Jumbos | 1 - 3 | Samsung Bluefangs | 18-25, 25-22, 22-25, 22-25 |

## Statistiche

### Statistiche di squadra
| Competizione | Punti | In casa | In casa | In casa | In trasferta | In trasferta | In trasferta | Totale | Totale | Totale |
| Competizione | Punti | G       | V       | P       | G            | V            | P            | G      | V      | P      |
| ------------ | ----- | ------- | ------- | ------- | ------------ | ------------ | ------------ | ------ | ------ | ------ |
| V-League     | 71    | 20      | 14      | 6       | 19           | 12           | 7            | 39     | 26     | 13     |
| Coppa KOVO   | -     | -       | -       | -       | -            | -            | -            | 4      | 3      | 1      |
| Totale       | -     | 20      | 14      | 6       | 19           | 12           | 7            | 43     | 29     | 14     |

G = partite giocate; V = partite vinte; P = partite perse

### Statistiche dei giocatori
| Giocatore   | Campionato | Campionato | Campionato | Campionato | Campionato | Coppa KOVO | Coppa KOVO | Coppa KOVO | Coppa KOVO | Coppa KOVO | Totale | Totale | Totale | Totale | Totale |
| Giocatore   | P          | PT         | AV         | MV         | BV         | P          | PT         | AV         | MV         | BV         | P      | PT     | AV     | MV     | BV     |
| ----------- | ---------- | ---------- | ---------- | ---------- | ---------- | ---------- | ---------- | ---------- | ---------- | ---------- | ------ | ------ | ------ | ------ | ------ |
| M. Espejo   | 23         | 111        | 90         | 8          | 13         | -          | -          | -          | -          | -          | 23     | 111    | 90     | 8      | 13     |
| Han H.s.    | 39         | 68         | 21         | 30         | 17         | 4          | 1          | 1          | 0          | 0          | 43     | 69     | 22     | 30     | 17     |
| Im I.h.     | 39         | 587        | 533        | 33         | 21         | -          | -          | -          | -          | -          | 39     | 587    | 533    | 33     | 21     |
| Jeong J.h.  | 0          | 0          | 0          | 0          | 0          | 4          | 5          | 5          | 0          | 0          | 4      | 5      | 5      | 0      | 0      |
| Jeong J.y.  | 38         | 348        | 282        | 37         | 29         | -          | -          | -          | -          | -          | 38     | 348    | 282    | 37     | 29     |
| Jin J.w.    | 4          | 6          | 4          | 2          | 0          | 4          | 33         | 25         | 7          | 1          | 8      | 39     | 29     | 9      | 1      |
| Jin S.t.    | -          | -          | -          | -          | -          | -          | -          | -          | -          | -          | -      | -      | -      | -      | -      |
| Jo J.y.     | 32         | 156        | 95         | 46         | 15         | 4          | 35         | 26         | 9          | 0          | 36     | 191    | 121    | 55     | 15     |
| Jung J.s.   | 27         | 251        | 194        | 40         | 17         | -          | -          | -          | -          | -          | 27     | 251    | 194    | 40     | 17     |
| Jung S.m.   | 36         | 0          | 0          | 0          | 0          | 4          | 0          | 0          | 0          | 0          | 40     | 0      | 0      | 0      | 0      |
| Kang S.i.   | 3          | 0          | 0          | 0          | 0          | -          | -          | -          | -          | -          | 3      | 0      | 0      | 0      | 0      |
| M. Khan     | 19         | 246        | 216        | 24         | 6          | -          | -          | -          | -          | -          | 19     | 246    | 216    | 24     | 6      |
| Kim H.j.    | 3          | 0          | 0          | 0          | 0          | -          | -          | -          | -          | -          | 3      | 0      | 0      | 0      | 0      |
| Kim J.h.    | -          | -          | -          | -          | -          | -          | -          | -          | -          | -          | -      | -      | -      | -      | -      |
| Kim K.m.    | 38         | 241        | 145        | 88         | 8          | -          | -          | -          | -          | -          | 38     | 241    | 145    | 88     | 8      |
| Kim M.j.    | 19         | 127        | 94         | 27         | 6          | -          | -          | -          | -          | -          | 19     | 127    | 94     | 27     | 6      |
| Kwak S.s.   | 37         | 239        | 206        | 21         | 12         | 4          | 58         | 45         | 10         | 3          | 41     | 297    | 251    | 31     | 15     |
| Lee S.h.    | 16         | 11         | 7          | 3          | 1          | 4          | 43         | 32         | 9          | 2          | 20     | 54     | 39     | 12     | 3      |
| Lee L.      | 8          | 38         | 30         | 8          | 0          | 4          | 82         | 73         | 7          | 2          | 12     | 120    | 103    | 15     | 2      |
| Oh O.r.     | 39         | 0          | 0          | 0          | 0          | 4          | 0          | 0          | 0          | 0          | 43     | 0      | 0      | 0      | 0      |
| Song M.g.   | 3          | 0          | 0          | 0          | 0          | -          | -          | -          | -          | -          | 3      | 0      | 0      | 0      | 0      |
| You K.w.    | 39         | 4          | 3          | 1          | 0          | 4          | 5          | 2          | 1          | 2          | 43     | 9      | 5      | 2      | 2      |
| L. Williams | 12         | 147        | 128        | 7          | 12         | -          | -          | -          | -          | -          | 12     | 147    | 128    | 7      | 12     |
| M. Žigalov  | 3          | 52         | 51         | 0          | 1          | -          | -          | -          | -          | -          | 3      | 52     | 51     | 0      | 1      |

P = presenze; PT = punti totali; AV = attacchi vincenti; MV = muri vincenti; BV = battute vincenti